# Xã Nodaway, Quận Taylor, Iowa
Xã Nodaway (tiếng Anh: Nodaway Township) là một xã thuộc quận Taylor, tiểu bang Iowa, Hoa Kỳ. Năm 2010, dân số của xã này là 133 người.